# Veolia
Veolia Environnement är en fransk koncern som huvudsakligen verkar inom områdena vattentjänster, avfallshantering och energi. Företaget är noterat på börserna Euronext och NYSE.

## Sverige
I Sverige finns dotterbolaget Veolia Sweden AB som arbetar inom industri, anläggningsdrift och projekt. År 2013 förvärvade Veolia den internationella delen i bolaget Dalkia. År 2015 bytte bolaget namn till Veolia.  År 2017 förvärvade Veolia återvinningsföretaget Hans Andersson Recycling
Under 2017 sålde man sin verksamhet för fastighetstjänster till det finska bolaget Lassila & Tikanoja Abp.

## Historik
Företaget har sitt ursprung i det franska vatten- och energibolaget Compagnie Générale des Eaux. Koncernen tog 1998 det nya namnet Vivendi, och 2000 sköttes främst avfallshanteringen inom koncernen via Vivendi Environnement. Detta bolag bytte därefter namn till Veolia Environnement, sedan 2014 marknadsfört som endast Veolia.

### Veolia Transport i Sverige
År 1998 köpte franska CGEA upp AB Linjebuss som senare bytte namn till Connex. Företaget utförde bland annat lokal- och fjärrtrafik med buss och tåg i flera regioner. 2006 bytte bolaget namn till Veolia Transport. 2015 såldes bolaget till Transdev och Veolia lämnade därmed kollektivtrafikmarknaden i Sverige.

## Dotterbolag
- Veolia Environmental Services, tidigare Onyx Environnement
- Veolia Energi
- Veolia Water (Veolia Wasser i Tyskland samt Veolia Eau i Frankrike)
- Veolia Competences
- Veolia Miljø (förr Onyx Norway)